# Marvel Especial
Marvel Especial é uma publicação bimestral de histórias em quadrinhos, originalmente publicadas pela editora estadunidense Marvel Comics, distribuídas no Brasil pela Editora Panini. Esta série é dedicada a publicar histórias originalmente publicadas na forma de mini-séries ou arcos fechados, ou ainda coletando diversas edições temáticas (como no caso das séries What If?).
Marvel Especial foi lançada em janeiro de 2007, e em seu primeiro ano de publicação, o título tinha periodicidade trimestral.
A série já teve também uma encarnação anterior pela Editora Abril, de periodicidade irregular, mas normalmente com 2 edições lançadas ao ano, nos últimos meses. A série da Abril, entretanto, era voltada para republicações. Foi publicada entre 1986 e 1990.

## Publicação pela Editora Abril

### Marvel Especial (1986-1990)

#### Séries
- Amazing Spider-Man (#01-#02)
- Amazing Spider-Man Annual (#06)
- Marvel Fanfare (#06)
- Marvel Team-Up (#06)
- The Mighty Thor (#03)
- The Mighty Thor Annual (#03)
- Spectacular Spider-Man (#02)

#### Edições
| Edição nacional | Título                                             | Histórias | Data de publicação |
| --------------- | -------------------------------------------------- | --- | ------------------ |
| #01             | Homem-Aranha vs. Duende Verde                      | Amazing Spider-Man #14 Amazing Spider-Man #17 Amazing Spider-Man #23 Amazing Spider-Man #26 Amazing Spider-Man #27 Amazing Spider-Man #39 Amazing Spider-Man #40 | out 86             |
| #02             | Homem-Aranha vs. Duende Verde                      | Spectacular Spider Man #2 Amazing Spider Man #96 Amazing Spider Man #97 Amazing Spider Man #98 Amazing Spider Man #121 Amazing Spider Man #122                   | dez 86             |
| #03             | A Saga dos Deuses Nórdicos                         | The Mighty Thor Annual #5 The Mighty Thor #184 The Mighty Thor #185 The Mighty Thor #186 The Mighty Thor #187 The Mighty Thor #188                               | out 87             |
| #04             | As Grandes Batalhas                                | | dez 87             |
| #05             | Surfista Prateado                                  | | out 88             |
| #06             | Homem-Aranha                                       | Marvel Fanfare #01 Marvel Fanfare #02 Marvel Team-Up Annual #19 Amazing Spider-Man Annual #15                                                                    | dez 88             |
| #07             | A Saga da Fênix Parte 1                            | | nov 89             |
| #08             | A Saga da Fênix Parte 2                            | | dez 89             |
| #09             | Capitão America: Os maiores confrontos com a Hidra | | nov 90             |
| #10             | Capitão América: A saga dos 4 Capitães América     | | dez 90             |

## Publicação pela Panini Comics

### Marvel Especial (2007-presente)

#### Séries
- Homem de Ferro: Inevitável (Iron Man: The Inevitable: #01) por Joe Casey (escritor) e Frazer Irving (artista); minissérie em 6 edições.
- Tempestade (Storm: #02) por Eric Jerome Dickey (escritor) e David Yardin (desenhista); minissérie em 6 edições.
- Abdução (Beyond!: #03) por  Dwayne McDuffie (escritor), Scott Kolins (artista); minissérie em 6 edições.
- O Que Aconteceria Se... (What If? Avengers Disassembled: #04) por Jeff Parker (escritor) e Aaron Lopresti (desenhista); edição especial.
- O Que Aconteceria Se... (What If? Spider-Man: The Other: #04) por Peter David (escritor) e Khoi Pham (desenhista); edição especial.
- O Que Aconteceria Se... (What If? Wolverine: Enemy Of The State: #04) por Jimmie Robinson (escritor) e Carmine Di Giandomenico (desenhista); edição especial.
- O Que Aconteceria Se... (What If? X-Men: Age Of Apocalypse: #04) por Rick Remender (escritor) e Dave Wilkins (desenhista); edição especial.
- O Que Aconteceria Se... (What If? X-Men: Deadly Genesis: #04) por David Hine (escritor) e David Yardin (desenhista); edição especial.
- Guerra Silenciosa (Silent War: #05) por David Hine (escritor) e Frazer Irving (artista); minissérie em 6 edições.
- Novos Guerreiros (New Warriors: #06; #09) por Kevin Grevioux (escritor) e Paco Medina e Jon Malin (desenhistas); edições de série mensal.
- Namor (Sub-Mariner: #07) por Matt Cherniss e Peter Johnson (escritores) e Phil Briones (desenhista); minissérie em 6 edições.
- Dinastia M: Vingadores (House of M: Avengers: #08) por Christos N. Gage (escritor) e Mike Perkins (desenhista); minissérie em 5 edições.
- Fugitivos (Runaways: #10; #13) por Joss Whedon e Terry Moore (escritores) e Paul Ryan e Humberto Ramos (desenhistas); edições de série regular.
- Jovens Vingadores (Young Avengers Presents: #11) por Ed Brubaker, Brian Reed, Roberto Aguirre-Sacasa, Paul Cornell, Kevin Grevioux e Matt Fraction (escritores) e Paco Medina, Harvey Tolibao, Alina Urusov, Mark Brooks, Mitch Breitweiser e Alan Davis (desenhistas); minissérie em 6 edições.
- Mulher-Hulk (She-Hulk: #12) por Peter David (escritor) e Shawn Moll e Val Semeiks (desenhistas); edições de série regular.
- Dinastia M: Guerra Civil (Civil War: House of M: 14) por Christos N. Gage (escritor) e Andrea Divito (desenhista); minissérie em 5 edições.
- O Que Aconteceria Se... (What If Magneto Had Formed The X-Men With Professor X: #14) por Chris Claremont (escritor) e Tom Raney (desenhista); edição especial.
- Thor: Dias de Trovão (Thor: Ages of Thunder: #15) por Matt Fraction (escritor) e Patrick Zircher e Kharl Evans (desenhistas); edição especial.
- Thor: Reino de Sangue (Thor: Reign of Blood: #15) por Matt Fraction (escritor) e Kharl Evans e Patrick Zircher (desenhistas); edição especial.
- Thor: O Senhor da Guerra (Thor: Man of War: #15) por Matt Fraction (escritor) e Clay Mann e Patrick Zircher (desenhistas); edição especial.
- O Que Aconteceria Se... (What If Thor Was The Herald Of Galactus: #15) por Robert Kirkman (escritor) e Michael Avon Oeming (desenhista); edição especial.

#### Edições
| Edição nacional | Título                      | Histórias | Data de publicação |
| --------------- | --------------------------- | --- | ------------------ |
| #01             | Homem de Ferro: Inevitável  | Iron Man: The Inevitable #01 Iron Man: The Inevitable #02 Iron Man: The Inevitable #03 Iron Man: The Inevitable #04 Iron Man: The Inevitable #05 Iron Man: The Inevitable #06           | jan 07             |
| #02             | Tempestade                  | Storm #01 Storm #02 Storm #03 Storm #04 Storm #05 Storm #06 | abr 07             |
| #03             | Abdução                     | Beyond! #01 Beyond! #02 Beyond! #03 Beyond! #04 Beyond! #05 Beyond! #06 | jul 07             |
| #04             | O Que Aconteceria Se...     | What If? Avengers Disassembled What If? Spider-Man: The Other What If? Wolverine: Enemy Of The State What If? X-Men: Age Of Apocalypse What If? X-Men: Deadly Genesis                   | set 07             |
| #05             | Guerra Silenciosa           | Silent War #01 Silent War #02 Silent War #03 Silent War #04 Silent War #05 Silent War #06                                                                                               | jan 08             |
| #06             | Novos Guerreiros            | New Warriors #01 New Warriors #02 New Warriors #03 New Warriors #04 New Warriors #05 New Warriors #06                                                                                   | mar 08             |
| #07             | Namor, o Príncipe Submarino | Sub-Mariner #01 Sub-Mariner #02 Sub-Mariner #03 Sub-Mariner #04 Sub-Mariner #05 Sub-Mariner #06                                                                                         | mai 08             |
| #08             | Dinastia M: Vingadores      | House of M: Avengers #01 House of M: Avengers #02 House of M: Avengers #03 House of M: Avengers #04 House of M: Avengers #05                                                            | jul 08             |
| #09             | Novos Guerreiros            | New Warriors #07 New Warriors #08 New Warriors #09 New Warriors #10 New Warriors #11 New Warriors #12 New Warriors #13                                                                  | set 08             |
| #10             | Fugitivos                   | Runaways #25 Runaways #26 Runaways #27 Runaways #28 Runaways #29 Runaways #30 | nov 08             |
| #11             | Jovens Vingadores           | Young Avengers Presents #01 Young Avengers Presents #02 Young Avengers Presents #03 Young Avengers Presents #04 Young Avengers Presents #05 Young Avengers Presents #06                 | jan 09             |
| #12             | Mulher-Hulk                 | She-Hulk #22 She-Hulk #23 She-Hulk #24 She-Hulk #25 She-Hulk #26 She-Hulk #27 | mar 09             |
| #13             | Fugitivos                   | Runaways #01 Runaways #02 Runaways #03 Runaways #04 Runaways #05 Runaways #06 | mai 09             |
| #14             | Dinastia M: Guerra Civil    | Civil War: House Of M #01 Civil War: House Of M #02 Civil War: House Of M #03 Civil War: House Of M #04 Civil War: House Of M #05 What If Magneto Had Formed The X-Men With Professor X | jul 09             |
| #15             | Thor: A Era do Trovão       | Thor: Ages of Thunder Thor: Reign of Blood Thor: Man of War What If Thor Was The Herald Of Galactus                                                                                     | set 09             |